# Lengyelország az 1996. évi nyári olimpiai játékokon
Lengyelország az egyesült államokbeli Atlantában megrendezett 1996. évi nyári olimpiai játékok egyik részt vevő nemzete volt. Az országot az olimpián 20 sportágban 165 sportoló képviselte, akik összesen 17 érmet szereztek.

## Érmesek
| Érem  | Versenyző                                                             | Sportág       | Versenyszám              |
| ----- | --------------------------------------------------------------------- | ------------- | ------------------------ |
| Arany | Robert Korzeniowski                                                   | Atlétika      | Férfi 50 km gyaloglás    |
| Arany | Włodzimierz Zawadzki                                                  | Birkózás      | Kötöttfogás, 62 kg       |
| Arany | Ryszard Wolny                                                         | Birkózás      | Kötöttfogás, 68 kg       |
| Arany | Andrzej Wroński                                                       | Birkózás      | Kötöttfogás, 100 kg      |
| Arany | Paweł Nastula                                                         | Cselgáncs     | Férfi félnehézsúly       |
| Arany | Renata Mauer-Różańska                                                 | Sportlövészet | Női légpuska             |
| Arany | Mateusz Kusznierewicz                                                 | Vitorlázás    | Férfi finn dingi         |
| Ezüst | Mirosław Rzepkowski                                                   | Sportlövészet | Férfi skeet              |
| Ezüst | Artur Partyka                                                         | Atlétika      | Férfi magasugrás         |
| Ezüst | Jacek Fafiński                                                        | Birkózás      | Kötöttfogás, 90 kg       |
| Ezüst | Aneta Szczepańska                                                     | Cselgáncs     | Női középsúly            |
| Ezüst | Adam Krzesiński Piotr Kiełpikowski Ryszard Sobczak Jarosław Rodzewicz | Vívás         | Férfi tőr, csapat        |
| Bronz | Józef Tracz                                                           | Birkózás      | Kötöttfogás, 74 kg       |
| Bronz | Iwona Dzięcioł-Marcinkiewicz Katarzyna Klata Joanna Nowicka-Kwaśna    | Íjászat       | Női csapat               |
| Bronz | Piotr Markiewicz                                                      | Kajak-kenu    | Férfi kajak egyes 500 m  |
| Bronz | Renata Mauer-Różańska                                                 | Sportlövészet | Női sportpuska összetett |
| Bronz | Andrzej Cofalik                                                       | Súlyemelés    | 83 kg                    |

## Asztalitenisz
Férfi
| Versenyző                       | Versenyszám | Csoportkör | Csoportkör | Nyolcaddöntő      | Negyeddöntő       | Elődöntő          | Döntő             | Helyezés |
| Versenyző                       | Versenyszám | Ellenfél Eredmény | Hely.      | Ellenfél Eredmény | Ellenfél Eredmény | Ellenfél Eredmény | Ellenfél Eredmény | Helyezés |
| ------------------------------- | ----------- | --- | ---------- | ----------------- | ----------------- | ----------------- | ----------------- | -------- |
| Andrzej Grubba                  | Egyes       | O csoport · Anton Suseno (INA) · 2:0 · Joe Ng (CAN) · 2:0 · Macusita Kódzsi (JPN) · 1:2                                                                          | 2.         | kiesett           | kiesett           | kiesett           | kiesett           | 17.      |
| Andrzej Grubba Lucjan Błaszczyk | Páros       | F csoport · Tajvan (TPE) · Chiang Peng-Lung · Vu Ven-csia (Wu Wen-Chia) · 2:1 · Dél-Korea (KOR) · Kang Hicshan (Gang Hui-chan) · Kim Thekszu (Kim Taek-su) · 0:2 | 2.         |                   | kiesett           | kiesett           | kiesett           | 9.       |

## Atlétika
Férfi
| Versenyző                                                                          | Versenyszám     | Előfutam | Előfutam | Előfutam | Negyeddöntő | Negyeddöntő | Negyeddöntő | Elődöntő | Elődöntő | Elődöntő | Döntő   | Döntő    |
| Versenyző                                                                          | Versenyszám     | Idő      | Hely.    | Össz.    | Idő         | Hely.       | Össz.       | Idő      | Hely.    | Össz.    | Idő     | Helyezés |
| ---------------------------------------------------------------------------------- | --------------- | -------- | -------- | -------- | ----------- | ----------- | ----------- | -------- | -------- | -------- | ------- | -------- |
| Robert Maćkowiak                                                                   | 200 m           | 20,67    | 2.       | 20.      | 20,61       | 4.          | 20.         | kiesett  | kiesett  | kiesett  | kiesett | kiesett  |
| Piotr Rysiukiewicz                                                                 | 400 m           | 46,07    | 5.       | 29.      | 46,19       | 8.          | 28.         | kiesett  | kiesett  | kiesett  | kiesett | kiesett  |
| Leszek Bebło                                                                       | Maraton         |          |          |          |             |             |             |          |          |          | 2:17:04 | 17.      |
| Grzegorz Gajdus                                                                    | Maraton         |          |          |          |             |             |             |          |          |          | 2:23:41 | 61.      |
| Krzysztof Mehlich                                                                  | 110 m gát       | 13,81    | 2.       | 35.      | 13,51       | 4.          | 12.*        | 13,55    | 5.       | 11.      | kiesett | kiesett  |
| Paweł Januszewski                                                                  | 400 m gát       | 49,63    | 3.       | 24.      |             |             |             | kiesett  | kiesett  | kiesett  | kiesett | kiesett  |
| Robert Korzeniowski                                                                | 20 km gyaloglás |          |          |          |             |             |             |          |          |          | 1:21:13 | 8.       |
| Robert Korzeniowski                                                                | 50 km gyaloglás |          |          |          |             |             |             |          |          |          | 3:43:30 |          |
| Piotr Rysiukiewicz Tomasz Jędrusik Piotr Haczek Robert Maćkowiak Paweł Januszewski | 4 × 400 m váltó | 3:01,92  | 2.       | 3.       |             |             |             | 3:02,29  | 4.       | 8.       | 3:00,96 | 6.       |

| Versenyző             | Versenyszám   | Selejtező | Selejtező | Döntő    | Döntő    |
| Versenyző             | Versenyszám   | Eredmény  | Helyezés  | Eredmény | Helyezés |
| --------------------- | ------------- | --------- | --------- | -------- | -------- |
| Artur Partyka         | Magasugrás    | 228 cm    | 1.***     | 237 cm   |          |
| Przemysław Radkiewicz | Magasugrás    | 228 cm    | 13.*      | 229 cm   | 10.      |
| Jarosław Kotewicz     | Magasugrás    | 228 cm    | 6.**      | 225 cm   | 11.*     |
| Szymon Ziółkowski     | Kalapácsvetés | 77,64 m   | 5.        | 76,64 m  | 10.      |

| Versenyző        | Versenyszám | 100 m | 100 m | Távolugrás | Távolugrás | Súlylökés | Súlylökés | Magasugrás | Magasugrás | 400 m | 400 m | 110 m gát | 110 m gát | Diszkoszvetés | Diszkoszvetés | Rúdugrás | Rúdugrás | Gerelyhajítás | Gerelyhajítás | 1500 m  | 1500 m | Végeredmény | Végeredmény |
| Versenyző        | Versenyszám | Idő   | Pont  | Eredmény   | Pont       | Eredmény  | Pont      | Eredmény   | Pont       | Idő   | Pont  | Idő       | Pont      | Eredmény      | Pont          | Eredmény | Pont     | Eredmény      | Pont          | Idő     | Pont   | Pont        | Helyezés    |
| ---------------- | ----------- | ----- | ----- | ---------- | ---------- | --------- | --------- | ---------- | ---------- | ----- | ----- | --------- | --------- | ------------- | ------------- | -------- | -------- | ------------- | ------------- | ------- | ------ | ----------- | ----------- |
| Sebastian Chmara | Tízpróba    | 11,28 | 799   | 775w cm    | 997        | 14,51 m   | 760       | 210 cm     | 896        | 48,75 | 873   | 14,59     | 900       | 42,60 m       | 718           | 490 cm   | 880      | 54,84 m       | 661           | 4:26,96 | 765    | 8249        | 15.         |

Női
| Versenyző           | Versenyszám     | Előfutam | Előfutam | Előfutam | Elődöntő | Elődöntő | Elődöntő | Döntő         | Döntő         |
| Versenyző           | Versenyszám     | Idő      | Hely.    | Össz.    | Idő      | Hely.    | Össz.    | Idő           | Helyezés      |
| ------------------- | --------------- | -------- | -------- | -------- | -------- | -------- | -------- | ------------- | ------------- |
| Małgorzata Rydz     | 1500 m          | 4:07,51  | 5.       | 4.*      | 4:10,77  | 4.       | 12.      | 4:05,92       | 8.            |
| Anna Brzezińska     | 1500 m          | 4:11,06  | 7.       | 15.      | 4:07,17  | 7.       | 7.       | 4:08,27       | 12.           |
| Małgorzata Sobańska | Maraton         |          |          |          |          |          |          | 2:31:52       | 11.           |
| Aniela Nikiel       | Maraton         |          |          |          |          |          |          | 2:36:44       | 29.           |
| Kamila Gradus       | Maraton         |          |          |          |          |          |          | nem ért célba | nem ért célba |
| Katarzyna Radtke    | 10 km gyaloglás |          |          |          |          |          |          | 43:05         | 7.            |

| Versenyző                 | Versenyszám   | Selejtező | Selejtező | Döntő    | Döntő    |
| Versenyző                 | Versenyszám   | Eredmény  | Helyezés  | Eredmény | Helyezés |
| ------------------------- | ------------- | --------- | --------- | -------- | -------- |
| Agata Jaroszek-Karczmarek | Távolugrás    | 670 cm    | 6.*       | 690 cm   | 6.       |
| Renata Katewicz           | Diszkoszvetés | 58,24 m   | 25.*      | kiesett  | kiesett  |

| Versenyző          | Versenyszám | 100 m gát | 100 m gát | Magasugrás | Magasugrás | Súlylökés | Súlylökés | 200 m | 200 m | Távolugrás | Távolugrás | Gerelyhajítás | Gerelyhajítás | 800 m   | 800 m | Végeredmény | Végeredmény |
| Versenyző          | Versenyszám | Idő       | Pont      | Eredmény   | Pont       | Eredmény  | Pont      | Idő   | Pont  | Eredmény   | Pont       | Eredmény      | Pont          | Idő     | Pont  | Pont        | Helyezés    |
| ------------------ | ----------- | --------- | --------- | ---------- | ---------- | --------- | --------- | ----- | ----- | ---------- | ---------- | ------------- | ------------- | ------- | ----- | ----------- | ----------- |
| Urszula Włodarczyk | Hétpróba    | 13,48     | 1053      | 186 cm     | 1054       | 14,36 m   | 818       | 24,27 | 955   | 630 cm     | 943        | 43,28 m       | 730           | 2:12,35 | 931   | 6484        | 4.          |

* - egy másik versenyzővel azonos eredményt ért el

** - két másik versenyzővel azonos eredményt ért el

*** - három másik versenyzővel azonos eredményt ért el

## Birkózás
Kötöttfogású
| Versenyző            | Versenyszám | 32-es főtábla                   | Nyolcaddöntő                    | Negyeddöntő                   | Elődöntő                               | Vigaszág 2. kör            | Vigaszág 3. kör                 | Vigaszág 4. kör                     | Vigaszág 5. kör               | Vigaszág 6. kör            | Bronz- mérkőzés                                    | Döntő                           | Helyezés |
| Versenyző            | Versenyszám | Ellenfél Eredmény               | Ellenfél Eredmény               | Ellenfél Eredmény             | Ellenfél Eredmény                      | Ellenfél Eredmény          | Ellenfél Eredmény               | Ellenfél Eredmény                   | Ellenfél Eredmény             | Ellenfél Eredmény          | Ellenfél Eredmény                                  | Ellenfél Eredmény               | Helyezés |
| -------------------- | ----------- | ------------------------------- | ------------------------------- | ----------------------------- | -------------------------------------- | -------------------------- | ------------------------------- | ----------------------------------- | ----------------------------- | -------------------------- | -------------------------------------------------- | ------------------------------- | -------- |
| Piotr Jabłoński      | 48 kg       | Kang Jonggjun (PRK) · 3–9       |                                 |                               |                                        | erőnyerő                   | Kado Hirosi (JPN) · 1–9         | kiesett                             | kiesett                       | kiesett                    | kiesett                                            |                                 | 15.      |
| Dariusz Jabłoński    | 52 kg       | Valentin Rebegea (ROU) · 6–0    | Szamvel Danyijeljan (RUS) · 0–8 |                               |                                        |                            | Ulises Valentin (DOM) · 3–0     | Ha Thejon (Ha Tae-Yeon) (KOR) · 3–2 | Andrij Kalasnikov (UKR) · 5–8 |                            | A 7. helyért · Ha Thejon (Ha Tae-Yeon) (KOR) · 2–3 |                                 | 8.       |
| Stanisław Pawłowski  | 57 kg       | Aigars Jansons (LAT) · 3–4      |                                 |                               |                                        | Vilayət Ağayev (AZE) · 3–4 | kiesett                         | kiesett                             | kiesett                       | kiesett                    | kiesett                                            |                                 | 16.      |
| Włodzimierz Zawadzki | 62 kg       | Ihar Pjatrenka (BLR) · 4–3      | Usama Aziz (SWE) · 3–1          | K'oba Guliashvili (GEO) · 3–1 | Hrihorij Kamisenko (UKR) · 8–2         |                            |                                 |                                     |                               |                            |                                                    | Juan Luis Marén (CUB) · 3–1     |          |
| Ryszard Wolny        | 68 kg       | Repka Attila (HUN) · 6–1        | erőnyerő                        | Liubal Colás (CUB) · 6–0      | Grigory Pulyayev (UZB) · 3–0           |                            |                                 |                                     |                               |                            |                                                    | Ghani Yalouz (FRA) · 7–0        |          |
| Józef Tracz          | 74 kg       | Berzicza Tamás (HUN) · 0–1      |                                 |                               |                                        | Aziz Khalfi (MAR) · 9–2    | Baktijar Bajszeitov (KAZ) · 2–1 | Torbjörn Kornbakk (SWE) · 6–0       | Sztojan Sztojanov (BUL) · 4–2 | Artur Dzihazov (UKR) · 3–1 | Erik Hahn (GER) · 4–2                              |                                 |          |
| Jacek Fafiński       | 90 kg       | Abdel Aziz Essafoui (MAR) · 4–0 | Rozy Redzhepov (TKM) · 12–2     | erőnyerő                      | Jordánisz Konsztandinídisz (GRE) · 6–0 |                            |                                 |                                     |                               |                            |                                                    | Vjacseszlav Olijnik (UKR) · 0–6 |          |
| Andrzej Wroński      | 100 kg      | Mohamed Naouar (TUN) · 10–0     | Igor Grabovetchi (MDA) · 0–0    | erőnyerő                      | Héctor Milián (CUB) · 2–0              |                            |                                 |                                     |                               |                            |                                                    | Szjarhej Listvan (BLR) · 0–0    |          |

Szabadfogású
| Versenyző         | Versenyszám | 32-es főtábla                  | Nyolcaddöntő           | Negyeddöntő       | Elődöntő                 | Vigaszág 2. kör             | Vigaszág 3. kör   | Vigaszág 4. kör   | Vigaszág 5. kör   | Vigaszág 6. kör                  | Bronz- mérkőzés                                                   | Döntő             | Helyezés |
| Versenyző         | Versenyszám | Ellenfél Eredmény              | Ellenfél Eredmény      | Ellenfél Eredmény | Ellenfél Eredmény        | Ellenfél Eredmény           | Ellenfél Eredmény | Ellenfél Eredmény | Ellenfél Eredmény | Ellenfél Eredmény                | Ellenfél Eredmény                                                 | Ellenfél Eredmény | Helyezés |
| ----------------- | ----------- | ------------------------------ | ---------------------- | ----------------- | ------------------------ | --------------------------- | ----------------- | ----------------- | ----------------- | -------------------------------- | ----------------------------------------------------------------- | ----------------- | -------- |
| Jan Krzesiak      | 62 kg       | Enrique Cubas (PER) · 7–7      |                        |                   |                          | Şerban Mumjiev (ROU) · 1–12 | kiesett           | kiesett           | kiesett           | kiesett                          | kiesett                                                           |                   | 17.      |
| Robert Kostecki   | 90 kg       | Dzsambolat Tedejev (UKR) · 4–5 |                        |                   |                          | Scott Bianco (CAN) · 2–3    | kiesett           | kiesett           | kiesett           | kiesett                          | kiesett                                                           |                   | 17.      |
| Marek Garmulewicz | 100 kg      | Ben Vincent (AUS) · 11–0       | Oleg Ladik (CAN) · 3–0 | erőnyerő          | Abbas Jadidi (IRI) · 1–4 |                             |                   |                   |                   | Szjarhej Kavalevszki (BLR) · 0–4 | Az 5. helyért · Konsztantyin Alekszandrov (KGZ) · mérkőzés nélkül |                   | 5.       |

## Cselgáncs
Férfi
| Versenyző           | Versenyszám  | Selejtező          | 32-es főtábla               | Nyolcaddöntő                           | Negyeddöntő             | Elődöntő                  | Vigaszág első kör   | Vigaszág negyeddöntő            | Vigaszág elődöntő | Bronz- mérkőzés   | Döntő                              | Helyezés |
| Versenyző           | Versenyszám  | Ellenfél Eredmény  | Ellenfél Eredmény           | Ellenfél Eredmény                      | Ellenfél Eredmény       | Ellenfél Eredmény         | Ellenfél Eredmény   | Ellenfél Eredmény               | Ellenfél Eredmény | Ellenfél Eredmény | Ellenfél Eredmény                  | Helyezés |
| ------------------- | ------------ | ------------------ | --------------------------- | -------------------------------------- | ----------------------- | ------------------------- | ------------------- | ------------------------------- | ----------------- | ----------------- | ---------------------------------- | -------- |
| Piotr Kamrowski     | Légsúly      | erőnyerő           | Kunyik Zsolt (HUN) · GY     | Kim Dzsongvon (Kim Jong-Won) (KOR) · V | kiesett                 | kiesett                   |                     |                                 |                   |                   |                                    | 17.      |
| Jarosław Lewak      | Harmatsúly   | erőnyerő           | José Tomás Toro (ESP) · GY  | Julian Davies (GBR) · GY               | Philip Laats (BEL) · V  |                           |                     | Giorgi Revazishvili (GEO) · V   | kiesett           | kiesett           |                                    | 9.       |
| Krzysztof Wojdan    | Könnyűsúly   | erőnyerő           | Martin Schmidt (GER) · V    | kiesett                                | kiesett                 | kiesett                   |                     |                                 |                   |                   |                                    | 21.      |
| Bronisław Wołkowicz | Váltósúly    | erőnyerő           | Gabor Szabo (AUS) · GY      | Koga Tosihiko (JPN) · V                |                         |                           | Lo Yu-Wei (TPE) · V | kiesett                         | kiesett           | kiesett           |                                    | 13.      |
| Marek Pisula        | Középsúly    | Ao Tegen (CHN) · V | kiesett                     | kiesett                                | kiesett                 | kiesett                   |                     |                                 |                   |                   |                                    | 32.      |
| Paweł Nastula       | Félnehézsúly | erőnyerő           | Kovács Antal (HUN) · GY     | Luigi Guido (ITA) · GY                 | Pedro Soares (POR) · GY | Aurélio Miguel (BRA) · GY |                     |                                 |                   |                   | Kim Minszu (Kim Min-su) (KOR) · GY |          |
| Rafał Kubacki       | Nehézsúly    | erőnyerő           | Indrek Pertelson (EST) · GY | Ruszlan Sarapav (BLR) · GY             | Ogava Naoja (JPN) · V   |                           |                     | Harálambosz Papaioánu (GRE) · V | kiesett           | kiesett           |                                    | 9.       |

Női
| Versenyző             | Versenyszám | Selejtező         | Nyolcaddöntő                 | Negyeddöntő                | Elődöntő                       | Vigaszág első kör | Vigaszág negyeddöntő   | Vigaszág elődöntő             | Bronz- mérkőzés            | Döntő                               | Helyezés |
| Versenyző             | Versenyszám | Ellenfél Eredmény | Ellenfél Eredmény            | Ellenfél Eredmény          | Ellenfél Eredmény              | Ellenfél Eredmény | Ellenfél Eredmény      | Ellenfél Eredmény             | Ellenfél Eredmény          | Ellenfél Eredmény                   | Helyezés |
| --------------------- | ----------- | ----------------- | ---------------------------- | -------------------------- | ------------------------------ | ----------------- | ---------------------- | ----------------------------- | -------------------------- | ----------------------------------- | -------- |
| Małgorzata Roszkowska | Légsúly     | erőnyerő          | Jana Perlberg (GER) · GY     | Yolanda Soler (ESP) · V    |                                |                   | Joyce Heron (GBR) · GY | Sarah Nichilo-Rosso (FRA) · V | kiesett                    |                                     | 7.       |
| Larysa Krause         | Harmatsúly  | erőnyerő          | Lynda Mekzine (ALG) · GY     | Almudena Muñoz (ESP) · GY  | Marie-Claire Restoux (FRA) · V |                   |                        |                               | Szugavara Noriko (JPN) · V |                                     | 5.       |
| Beata Kucharzewska    | Könnyűsúly  | erőnyerő          | Nicola Fairbrother (GBR) · V | kiesett                    | kiesett                        |                   |                        |                               |                            |                                     | 16.      |
| Aneta Szczepańska     | Középsúly   | erőnyerő          | Mélanie Engoang (GAB) · GY   | Rowena Sweatman (GBR) · GY | Alice Dubois (FRA) · GY        |                   |                        |                               |                            | Cso Minszon (Jo Min-Seon) (KOR) · V |          |
| Beata Maksymowa       | Nehézsúly   | erőnyerő          | Christine Cicot (FRA) · GY   | Heba Hefny (EGY) · GY      | Estela Rodríguez (CUB) · V     |                   |                        |                               | Johanna Hagn (GER) · V     |                                     | 5.       |

## Evezés
Férfi
| Versenyző                                                                 | Versenyszám              | Előfutam | Előfutam | 1. vigaszág | 1. vigaszág | 2. vigaszág | 2. vigaszág | Elődöntő | Elődöntő | Elődöntő | Döntő | Döntő   | Döntő | Helyezés |
| Versenyző                                                                 | Versenyszám              | Idő      | Hely.    | Idő         | Hely.       | Idő         | Hely.       | Típus    | Idő      | Hely.    | Típus | Idő     | Hely. | Helyezés |
| ------------------------------------------------------------------------- | ------------------------ | -------- | -------- | ----------- | ----------- | ----------- | ----------- | -------- | -------- | -------- | ----- | ------- | ----- | -------- |
| Kajetan Broniewski Adam Korol                                             | Kétpárevezős             | 6:48,13  | 2.       | 6:53,21     | 3.          | 6:48,53     | 1.          |          |          |          | C     | 6:40,62 | 1.    | 13.      |
| Jarosław Nowicki Przemysław Lewandowski Marek Kolbowicz Piotr Bujnarowski | Négypárevezős            | 6:52,62  | 5.       | 5:51,15     | 1.          |             |             | A/B      | 6:11,62  | 6.       | B     | 5:55,10 | 3.    | 9.       |
| Jacek Streich Wojciech Jankowski Piotr Olszewski Piotr Basta              | Kormányos nélküli négyes | 6:19,15  | 3.       | erőnyerő    | erőnyerő    |             |             | A/B      | 6:16,65  | 4.       | B     | 6:00,57 | 6.    | 12.      |
| Robert Sycz Grzegorz Wdowiak                                              | Könnyűsúlyú kétpárevezős | 6:54,68  | 3.       | 6:24,19     | 2.          |             |             | A/B      | 6:39,56  | 6.       | B     | 6:24,95 | 1.    | 7.       |

## Íjászat
Férfi
| Versenyző      | Versenyszám | Selejtező | Selejtező | 64-es főtábla                    | 32-es főtábla                             | Nyolcaddöntő      | Negyeddöntő       | Elődöntő          | Döntő             | Helyezés |
| Versenyző      | Versenyszám | Pont      | Kiemelt   | Ellenfél Eredmény                | Ellenfél Eredmény                         | Ellenfél Eredmény | Ellenfél Eredmény | Ellenfél Eredmény | Ellenfél Eredmény | Helyezés |
| -------------- | ----------- | --------- | --------- | -------------------------------- | ----------------------------------------- | ----------------- | ----------------- | ----------------- | ----------------- | -------- |
| Paweł Szymczak | Egyéni      | 653       | 30.       | Nuno Pombo (POR) (35.) · 152–148 | O Gjomun (O Gyo-Mun) (KOR) (3.) · 154–169 | kiesett           | kiesett           | kiesett           | kiesett           | 29.      |

Női
| Versenyző                                                          | Versenyszám | Selejtező | Selejtező | 64-es főtábla                                    | 32-es főtábla                          | Nyolcaddöntő                                                                                           | Negyeddöntő                                                                            | Elődöntő | Döntő | Helyezés |
| Versenyző                                                          | Versenyszám | Pont      | Kiemelt   | Ellenfél Eredmény                                | Ellenfél Eredmény                      | Ellenfél Eredmény                                                                                      | Ellenfél Eredmény                                                                      | Ellenfél Eredmény | Ellenfél Eredmény                                                                                         | Helyezés |
| ------------------------------------------------------------------ | ----------- | --------- | --------- | ------------------------------------------------ | -------------------------------------- | --- | -------------------------------------------------------------------------------------- | --- | --- | -------- |
| Joanna Nowicka-Kwaśna                                              | Egyéni      | 651       | 12.       | Judi Adams (USA) (53.) · 165–152                 | Lindsay Langston (USA) (21.) · 152–152 | Olena Szadovnicsa (UKR) (5.) · 158–161                                                                 | kiesett                                                                                | kiesett | kiesett                                                                                                   | 11.      |
| Katarzyna Klata                                                    | Egyéni      | 639       | 28.       | Khatuna Kvrivishvili-Lorig (GEO) (37.) · 152–148 | Olena Szadovnicsa (UKR) (5.) · 151–158 | kiesett                                                                                                | kiesett                                                                                | kiesett | kiesett                                                                                                   | 25.      |
| Iwona Dzięcioł-Marcinkiewicz                                       | Egyéni      | 599       | 57.       | Kim Gjonguk (Kim Gyeong-Uk) (KOR) (8.) · 158–164 | kiesett                                | kiesett                                                                                                | kiesett                                                                                | kiesett | kiesett                                                                                                   | 33.      |
| Iwona Dzięcioł-Marcinkiewicz Katarzyna Klata Joanna Nowicka-Kwaśna | Csapat      | 599       | 12.       |                                                  |                                        | Oroszország (RUS) · Margarita Galinovszkaja · Mahluhanum Murzajeva · Jelena Tutacsikova (5.) · 233–229 | Ukrajna (UKR) · Natalija Biluha · Lina Heraszimenko · Olena Szadovnicsa (4.) · 242–235 | Dél-Korea (KOR) · Kim Dzsoszun (Kim Jo-Sun) · Kim Gjonguk (Kim Gyeong-Uk) · Jun Hjejong (Yun Hye-Yeong) (1.) · 237–245 | Bronzmérkőzés · Törökország (TUR) · Elif Altınkaynak · Elif Ekşi · Natalia Nasaridze-Çakir (2.) · 244–239 |          |

## Kajak-kenu

### Síkvízi
Férfi
| Versenyző                                                     | Versenyszám         | Előfutam | Előfutam | Előfutam | Vigaszág | Vigaszág | Vigaszág | Elődöntő | Elődöntő | Elődöntő | Döntő    | Döntő    |
| Versenyző                                                     | Versenyszám         | Idő      | Hely.    | Össz.    | Idő      | Hely.    | Össz.    | Idő      | Hely.    | Össz.    | Idő      | Helyezés |
| ------------------------------------------------------------- | ------------------- | -------- | -------- | -------- | -------- | -------- | -------- | -------- | -------- | -------- | -------- | -------- |
| Piotr Markiewicz                                              | Kajak egyes 500 m   | 1:42,731 | 2.       | 10.      | erőnyerő | erőnyerő | erőnyerő | 1:41,565 | 5.       | 9.       | 1:38,615 |          |
| Andrzej Gajewski                                              | Kajak egyes 1000 m  | 3:49,507 | 2.       | 10.      | erőnyerő | erőnyerő | erőnyerő | 3:43,399 | 4.       | 4.       | 3:32,521 | 6.       |
| Maciej Freimut Adam Wysocki                                   | Kajak kettes 500 m  | 1:32,463 | 2.       | 6.       | erőnyerő | erőnyerő | erőnyerő | 1:30,243 | 3.       | 5.       | 1:29,937 | 5.       |
| Grzegorz Kotowicz Dariusz Białkowski                          | Kajak kettes 1000 m | 3:37,986 | 2.       | 2.       | erőnyerő | erőnyerő | erőnyerő | 3:18,026 | 1.       | 3.       | 3:11,262 | 4.       |
| Grzegorz Kaleta Piotr Markiewicz Marek Witkowski Adam Wysocki | Kajak négyes 1000 m | 3:10,625 | 2.       | 3.       |          |          |          | erőnyerő | erőnyerő | erőnyerő | 2:54,772 | 4.       |
| Paweł Baraszkiewicz Marcin Kobierski                          | Kenu kettes 500 m   | 1:48,357 | 6.       | 17.      | 1:48,093 | 3.       | 3.       | 1:44,793 | 8.       | 13.      | kiesett  | kiesett  |
| Tomasz Goliasz Dariusz Koszykowski                            | Kenu kettes 1000 m  | 4:22,181 | 5.       | 11.      |          |          |          | 3:48,721 | 5.       | 8.       | kiesett  | kiesett  |

Női
| Versenyző                                       | Versenyszám        | Előfutam | Előfutam | Előfutam | Vigaszág | Vigaszág | Vigaszág | Elődöntő | Elődöntő | Elődöntő | Döntő    | Döntő    |
| Versenyző                                       | Versenyszám        | Idő      | Hely.    | Össz.    | Idő      | Hely.    | Össz.    | Idő      | Hely.    | Össz.    | Idő      | Helyezés |
| ----------------------------------------------- | ------------------ | -------- | -------- | -------- | -------- | -------- | -------- | -------- | -------- | -------- | -------- | -------- |
| Aneta Pastuszka-Konieczna                       | Kajak egyes 500 m  | 1:54,015 | 4.       | 7.       | 1:58,359 | 2.       | 2.       | 1:53,255 | 4.       | 10.      | 1:52,451 | 9.       |
| Izabella Dylewska-Światowiak Elżbieta Urbańczyk | Kajak kettes 500 m | 1:44,906 | 3.       | 6.       | erőnyerő | erőnyerő | erőnyerő | 1:45,190 | 3.       | 7.       | 1:42,753 | 7.       |

### Szlalom
| Versenyző                                | Versenyszám       | Döntő    | Döntő    | Döntő    | Döntő    | Döntő         | Döntő         |
| Versenyző                                | Versenyszám       | 1. futam | 1. futam | 2. futam | 2. futam | Jobb eredmény | Jobb eredmény |
| Versenyző                                | Versenyszám       | Pont     | Hely.    | Pont     | Hely.    | Pont          | Helyezés      |
| ---------------------------------------- | ----------------- | -------- | -------- | -------- | -------- | ------------- | ------------- |
| Jerzy Sandera                            | Férfi kajak egyes | 172,78   | 29.      | 155,79   | 18.      | 155,79        | 27.           |
| Ryszard Mordarski                        | Férfi kenu egyes  | 161,00   | 7.       | 161,86   | 5.       | 161,00        | 8.            |
| Mariusz Wieczorek                        | Férfi kenu egyes  | 164,21   | 11.      | 181,17   | 18.      | 164,21        | 11.           |
| Krzysztof Kołomański Michał Staniszewski | Férfi kenu kettes | 173,78   | 4.       | 169,95   | 6.       | 169,95        | 7.            |
| Andrzej Wójs Sławomir Mordarski          | Férfi kenu kettes | 226,51   | 13.      | 213,07   | 14.      | 213,07        | 15.           |
| Bogusława Knapczyk                       | Női kajak egyes   | 200,20   | 12.      | 209,45   | 18.      | 200,20        | 21.           |

## Kerékpározás

### Hegyi-kerékpározás
| Versenyző      | Versenyszám        | Idő                | Helyezés |
| -------------- | ------------------ | ------------------ | -------- |
| Marek Galiński | Férfi terepverseny | 2:45:54 (+0:28:16) | 29.      |
| Sławomir Barul | Férfi terepverseny | 2:53:56 (+0:36:18) | 36.      |

### Országúti kerékpározás
Férfi
| Versenyző            | Versenyszám   | Idő                | Helyezés      |
| -------------------- | ------------- | ------------------ | ------------- |
| Tomasz Brożyna       | Időfutam      | 1:09:48 (+0:05:43) | 22.           |
| Tomasz Brożyna       | Mezőnyverseny | 4:56:52 (+2:56)    | 94.           |
| Zbigniew Spruch      | Mezőnyverseny | 4:55:25 (+1:29)    | 9.            |
| Sławomir Chrzanowski | Mezőnyverseny | 4:56:46 (+2:50)    | 50.           |
| Dariusz Baranowski   | Mezőnyverseny | nem ért célba      | nem ért célba |
| Dariusz Baranowski   | Időfutam      | 1:07:08 (+0:03:03) | 9.            |

### Pálya-kerékpározás
Időfutam
| Név              | Versenyszám  | Idő      | Helyezés |
| ---------------- | ------------ | -------- | -------- |
| Grzegorz Krejner | Férfi egyéni | 1:04,697 | 6.       |

Üldözőversenyek
| Versenyző        | Versenyszám  | Selejtező | Selejtező | Negyeddöntő  | Negyeddöntő | Elődöntő     | Elődöntő  | Döntő        | Döntő     | Helyezés |
| Versenyző        | Versenyszám  | Idő       | Hely.     | Ellenfél Idő | Saját idő   | Ellenfél Idő | Saját idő | Ellenfél Idő | Saját idő | Helyezés |
| ---------------- | ------------ | --------- | --------- | ------------ | ----------- | ------------ | --------- | ------------ | --------- | -------- |
| Robert Karśnicki | Férfi egyéni | 4:35,193  | 12.       | kiesett      | kiesett     | kiesett      | kiesett   | kiesett      | kiesett   | 12.      |

## Lovaglás
Lovastusa
| Versenyző                                                           | Ló                         | Versenyszám | Díjlovaglás | Díjlovaglás | Tereplovaglás | Tereplovaglás | Tereplovaglás | Díjugratás    | Díjugratás | Végeredmény | Végeredmény |
| Versenyző                                                           | Ló                         | Versenyszám | Bünt.       | Hely.       | Bünt.         | Össz.         | Hely.         | Bünt.         | Hely.      | Bünt.       | Helyezés    |
| ------------------------------------------------------------------- | -------------------------- | ----------- | ----------- | ----------- | ------------- | ------------- | ------------- | ------------- | ---------- | ----------- | ----------- |
| Piotr Piasecki                                                      | Lady Naleczowianka         | Egyéni      | 62,80       | 27.         | kizárták      | kizárták      | kizárták      | kiesett       | kiesett    | kiesett     | kiesett     |
| Bogusław Jarecki Rafał Choynowski Artur Społowicz Bogusław Owczarek | Polisa Viva 5 Hazard Askar | Csapat      | 182,80      | 13.         | nem ért célba | 2188,20       | 16.           | nem ért célba | 9.         | 2197,95     | 16.         |

## Ökölvívás
| Versenyző        | Versenyszám   | Selejtező                     | Nyolcaddöntő                 | Negyeddöntő                    | Elődöntő          | Döntő             | Helyezés |
| Versenyző        | Versenyszám   | Ellenfél Eredmény             | Ellenfél Eredmény            | Ellenfél Eredmény              | Ellenfél Eredmény | Ellenfél Eredmény | Helyezés |
| ---------------- | ------------- | ----------------------------- | ---------------------------- | ------------------------------ | ----------------- | ----------------- | -------- |
| Jacek Bielski    | Kisváltósúly  | Luis Pérez (PUR) · 18–2       | Mohamed Allalou (ALG) · 8–19 | kiesett                        | kiesett           | kiesett           | 9.       |
| Józef Gilewski   | Nagyváltósúly | Alfredo Duvergel (CUB) · 2–10 | kiesett                      | kiesett                        | kiesett           | kiesett           | 17.      |
| Tomasz Borowski  | Középsúly     | Mohamed Mesbahi (MAR) · 9–6   | Moto Hirokuni (JPN) · 11–6   | Malik Beyleroğlu (TUR) · 12–16 | kiesett           | kiesett           | 5.       |
| Wojciech Bartnik | Nehézsúly     | Lakha Szingh (IND) · 14–2     | Giorgi Kandelaki (GEO) · 1–6 | kiesett                        | kiesett           | kiesett           | 9.       |

## Öttusa
| Versenyző        | Lövészet | Lövészet | Lövészet | Úszás   | Úszás | Úszás | Vívás    | Vívás | Vívás  | Lovaglás | Lovaglás | Lovaglás | Lovaglás | Futás     | Futás | Futás | Összesen    | Összesen |
| Versenyző        | Pontszám | Pont     | Hely.    | Idő     | Pont  | Hely. | Eredmény | Pont  | Hely.  | Idő      | Hibapont | Pont     | Hely.    | Idő       | Pont  | Hely. | Összes pont | Helyezés |
| ---------------- | -------- | -------- | -------- | ------- | ----- | ----- | -------- | ----- | ------ | -------- | -------- | -------- | -------- | --------- | ----- | ----- | ----------- | -------- |
| Igor Warabida    | 178      | 1072     | 11.**    | 3:28,42 | 1208  | 24.   | 15–16    | 790   | 18.*** | 1:14,84  | 0        | 1100     | 3.       | 12:41,577 | 1282  | 5.    | 5452        | 5.       |
| Maciej Czyżowicz | 176      | 1048     | 16.**    | 3:21,58 | 1260  | 15.   | 12–19    | 700   | 25.**  | 1:31,78  | 150      | 905      | 25.      | 13:39,450 | 1108  | 25.   | 5021        | 27.      |

** - két másik versenyzővel azonos eredményt ért el

*** - három másik versenyzővel azonos eredményt ért el

## Röplabda

### Férfi
| Lengyel férfi röplabdacsapat-játékoskeret                                                                  | Lengyel férfi röplabdacsapat-játékoskeret                                                                   |
| --- | --- |
| - Andrzej Stelmach - Damian Dacewicz - Krzysztof Stelmach - Mariusz Szyszko - Marcin Nowak - Piotr Gruszka | - Robert Prygiel - Krzysztof Śmigiel - Leszek Urbanowicz - Krzysztof Janczak - Witold Roman - Paweł Zagumny |

#### Eredmények
Csoportkör
A csoport
|                        |      | Mérkőzések | Mérkőzések | Szettek | Szettek | Szettek | Pontok | Pontok | Pontok |
| Csapat                 | Pont | Gy         | V          | Sz+     | Sz–     | SzA     | P+     | P–     | PA     |
| ---------------------- | ---- | ---------- | ---------- | ------- | ------- | ------- | ------ | ------ | ------ |
| Kuba (CUB)             | 9    | 4          | 1          | 12      | 5       | 2,400   | 233    | 191    | 1,220  |
| Brazília (BRA)         | 8    | 3          | 2          | 10      | 6       | 1,667   | 210    | 187    | 1,123  |
| Bulgária (BUL)         | 8    | 3          | 2          | 10      | 8       | 1,250   | 225    | 212    | 1,061  |
| Argentína (ARG)        | 8    | 3          | 2          | 9       | 9       | 1,000   | 222    | 225    | 0,987  |
| Egyesült Államok (USA) | 7    | 2          | 3          | 10      | 9       | 1,111   | 241    | 233    | 1,034  |
| Lengyelország (POL)    | 5    | 0          | 5          | 1       | 15      | 0,067   | 151    | 234    | 0,645  |

| 1996. július 21. 19:30 | Lengyelország (POL) | 0–3 | Egyesült Államok (USA) | Atlanta Játékvezető: Young-Ho Cho (KOR), Dean Turner (AUS) |
| 1996. július 21. 19:30 | (13–15, 6–15, 8–15) |     |                        | Atlanta Játékvezető: Young-Ho Cho (KOR), Dean Turner (AUS) |

| 1996. július 23. 19:30 | Kuba (CUB)          | 3–0 | Lengyelország (POL) | Atlanta Játékvezető: Takashi Shimoyama (JPN), Zheng Zhong Qu (CHN) |
| 1996. július 23. 19:30 | (15–13, 15–2, 15–3) |     |                     | Atlanta Játékvezető: Takashi Shimoyama (JPN), Zheng Zhong Qu (CHN) |

| 1996. július 25. 16:00 | Lengyelország (POL) | 0–3 | Brazília (BRA) | Atlanta Játékvezető: Zheng Zhong Qu (CHN), Pasquale Troia (ITA) |
| 1996. július 25. 16:00 | (7–15, 11–15, 8–15) |     |                | Atlanta Játékvezető: Zheng Zhong Qu (CHN), Pasquale Troia (ITA) |

| 1996. július 27. 16:00 | Bulgária (BUL)      | 3–0 | Lengyelország (POL) | Atlanta Játékvezető: Petrus Carolus Scheffer (NED), Pasquale Troia (ITA) |
| 1996. július 27. 16:00 | (15–4, 15–10, 15–7) |     |                     | Atlanta Játékvezető: Petrus Carolus Scheffer (NED), Pasquale Troia (ITA) |

| 1996. július 29. 10:00 | Lengyelország (POL)        | 1–3 | Argentína (ARG) | Atlanta Játékvezető: Abdullah Al-Khlaifi (KSA), Petrus Carolus Scheffer (NED) |
| 1996. július 29. 10:00 | (15–7, 15–17, 10–15, 9–15) |     |                 | Atlanta Játékvezető: Abdullah Al-Khlaifi (KSA), Petrus Carolus Scheffer (NED) |

| Csapat              | Helyezés |
| ------------------- | -------- |
| Lengyelország (POL) | 11.      |

## Sportlövészet
Férfi
| Versenyző            | Versenyszám           | Selejtező | Selejtező   | Döntő   | Döntő    |
| Versenyző            | Versenyszám           | Pont      | Helyezés    | Pont    | Helyezés |
| -------------------- | --------------------- | --------- | ----------- | ------- | -------- |
| Jerzy Pietrzak       | Légpisztoly           | 585       | 2.*         | 682,7   | 5.       |
| Jerzy Pietrzak       | Szabadpisztoly        | 563       | 9.*         | kiesett | kiesett  |
| Marek Nowak          | Szabadpisztoly        | 560       | 11.***      | kiesett | kiesett  |
| Marek Nowak          | Légpisztoly           | 574       | 29.******   | kiesett | kiesett  |
| Krzysztof Kucharczyk | Gyorstüzelő pisztoly  | 589       | 3.*         | 690,5   | 4.       |
| Robert Kraskowski    | Légpuska              | 583       | 30.*        | kiesett | kiesett  |
| Robert Kraskowski    | Sportpuska, fekvő     | 595       | 11.******** | kiesett | kiesett  |
| Robert Kraskowski    | Sportpuska, összetett | 1162      | 22.***      | kiesett | kiesett  |
| Tadeusz Czerwiński   | Sportpuska, összetett | 1157      | 32.**       | kiesett | kiesett  |
| Tadeusz Czerwiński   | Sportpuska, fekvő     | 594       | 20.*****    | kiesett | kiesett  |
| Mirosław Rzepkowski  | Skeet                 | 123       | 2.*         | 148     |          |
| Tadeusz Szamrej      | Skeet                 | 116       | 38.***      | kiesett | kiesett  |

Női
| Versenyző               | Versenyszám           | Selejtező | Selejtező | Döntő   | Döntő    |
| Versenyző               | Versenyszám           | Pont      | Helyezés  | Pont    | Helyezés |
| ----------------------- | --------------------- | --------- | --------- | ------- | -------- |
| Julita Macur            | Légpisztoly           | 375       | 27.*      | kiesett | kiesett  |
| Julita Macur            | Sportpisztoly         | 580       | 6.**      | 677,4   | 8.       |
| Renata Mauer-Różańska   | Légpuska              | 395       | 2.***     | 497,6   |          |
| Renata Mauer-Różańska   | Sportpuska, összetett | 589       | 1.        | 679,8   |          |
| Małgorzata Książkiewicz | Sportpuska, összetett | 563       | 37.       | kiesett | kiesett  |
| Małgorzata Książkiewicz | Légpuska              | 384       | 41.*      | kiesett | kiesett  |

* - egy másik versenyzővel azonos eredményt ért el

** - két másik versenyzővel azonos eredményt ért el

*** - három másik versenyzővel azonos eredményt ért el

***** - öt másik versenyzővel azonos eredményt ért el

****** - hat másik versenyzővel azonos eredményt ért el

******** - nyolc másik versenyzővel azonos eredményt ért el

## Súlyemelés
| Versenyző            | Versenyszám | Szakítás | Szakítás | Lökés    | Lökés    | Összesen | Helyezés |
| Versenyző            | Versenyszám | Eredmény | Helyezés | Eredmény | Helyezés | Összesen | Helyezés |
| -------------------- | ----------- | -------- | -------- | -------- | -------- | -------- | -------- |
| Marek Gorzelniak     | 54 kg       | 107,5    | 12.*     | 137,5    | 12.      | 245,0    | 13.      |
| Wojciech Natusiewicz | 64 kg       | 122,5    | 24.*     | 160,0    | 12.*     | 282,5    | 21.      |
| Andrzej Cofalik      | 83 kg       | 170,0    | 2.*      | 202,5    | 3.*      | 372,5    |          |
| Marek Maślany        | 91 kg       | 165,0    | 12.*     | 205,0    | 9.*      | 370,0    | 11.      |
| Dariusz Osuch        | 108 kg      | 177,5    | 8.*      | 215,0    | 6.*      | 392,5    | 8.       |

* - másik versenyzővel azonos eredményt ért el

## Tenisz
Női
| Versenyző                             | Versenyszám | 64-es főtábla                           | 32-es főtábla                                                        | Nyolcaddöntő      | Negyeddöntő       | Elődöntő          | Bronz- mérkőzés   | Döntő             | Helyezés |
| Versenyző                             | Versenyszám | Ellenfél Eredmény                       | Ellenfél Eredmény                                                    | Ellenfél Eredmény | Ellenfél Eredmény | Ellenfél Eredmény | Ellenfél Eredmény | Ellenfél Eredmény | Helyezés |
| ------------------------------------- | ----------- | --------------------------------------- | -------------------------------------------------------------------- | ----------------- | ----------------- | ----------------- | ----------------- | ----------------- | -------- |
| Aleksandra Olsza                      | Egyes       | Csurgó Virág (HUN) · 2–6, 5–7           | kiesett                                                              | kiesett           | kiesett           | kiesett           | kiesett           | kiesett           | 33.      |
| Magdalena Grzybowska                  | Egyes       | Virginia Ruano Pascual (ESP) · 4–6, 2–6 | kiesett                                                              | kiesett           | kiesett           | kiesett           | kiesett           | kiesett           | 33.      |
| Magdalena Grzybowska Aleksandra Olsza | Páros       |                                         | Franciaország (FRA) · Mary Pierce · Nathalie Tauziat · 2–6, 6–3, 0–6 | kiesett           | kiesett           | kiesett           | kiesett           | kiesett           | 17.      |

## Tollaslabda
| Versenyző           | Versenyszám | Selejtező              | 32-es főtábla                                | Nyolcaddöntő             | Negyeddöntő       | Elődöntő          | Döntő             | Helyezés |
| Versenyző           | Versenyszám | Ellenfél Eredmény      | Ellenfél Eredmény                            | Ellenfél Eredmény        | Ellenfél Eredmény | Ellenfél Eredmény | Ellenfél Eredmény | Helyezés |
| ------------------- | ----------- | ---------------------- | -------------------------------------------- | ------------------------ | ----------------- | ----------------- | ----------------- | -------- |
| Katarzyna Krasowska | Női egyes   | Amparo Lim (PHI) · 2–0 | Varalaksimi Pandimukkala Venkata (IND) · 2–0 | Susi Susanti (INA) · 0–2 | kiesett           | kiesett           | kiesett           | 9.       |

## Torna

### Ritmikus gimnasztika
| Versenyző           | Versenyszám | Selejtező | Selejtező | Elődöntő | Elődöntő | Döntő   | Döntő    |
| Versenyző           | Versenyszám | Pont      | Hely.     | Pont     | Hely.    | Pont    | Helyezés |
| ------------------- | ----------- | --------- | --------- | -------- | -------- | ------- | -------- |
| Krystyna Leśkiewicz | Egyéni      | 36,982    | 21.       | kiesett  | kiesett  | kiesett | kiesett  |
| Anna Kwitniewska    | Egyéni      | 36,680    | 27.       | kiesett  | kiesett  | kiesett | kiesett  |

## Úszás
Férfi
| Versenyző                                                         | Versenyszám            | Előfutam | Előfutam | Előfutam | Döntő   | Döntő   | Döntő   | Helyezés |
| Versenyző                                                         | Versenyszám            | Idő      | Hely.    | Össz.    | Típus   | Idő     | Hely.   | Helyezés |
| ----------------------------------------------------------------- | ---------------------- | -------- | -------- | -------- | ------- | ------- | ------- | -------- |
| Bartosz Kizierowski                                               | 50 m gyors             | 23,34    | 5.       | 28.      | kiesett | kiesett | kiesett | kiesett  |
| Bartosz Kizierowski                                               | 100 m gyors            | 50,18    | 2.       | 13.      | B       | 50,51   | 8.      | 16.      |
| Bartosz Sikora                                                    | 200 m gyors            | 1:55,33  | 4.       | 36.      | kiesett | kiesett | kiesett | kiesett  |
| Bartosz Sikora                                                    | 200 m hát              | 2:00,99  | 3.       | 7.       | A       | 2:00,05 | 4.      | 4.       |
| Mariusz Siembida                                                  | 100 m hát              | 56,16    | 4.       | 11.      | B       | 56,31   | 4.      | 12.      |
| Marek Krawczyk                                                    | 100 m mell             | 1:03,57  | 8.       | 25.      | kiesett | kiesett | kiesett | kiesett  |
| Marek Krawczyk                                                    | 200 m mell             | 2:15,17  | 3.       | 7.       | A       | 2:14,84 | 6.      | 6.       |
| Rafał Szukała                                                     | 100 m pillangó         | 53,41    | 3.       | 5.*      | A       | 53,29   | 5.      | 5.       |
| Konrad Gałka                                                      | 200 m pillangó         | 1:59,97  | 5.       | 11.      | B       | 2:00,91 | 6.      | 14.      |
| Marcin Maliński                                                   | 200 m vegyes           | 2:05,42  | 6.       | 17.      | kiesett | kiesett | kiesett | kiesett  |
| Marcin Maliński                                                   | 400 m vegyes           | 4:18,34  | 3.       | 4.       | A       | 4:20,50 | 7.      | 7.       |
| Mariusz Siembida Marek Krawczyk Rafał Szukała Bartosz Kizierowski | 4 × 100 m vegyes váltó | 3:41,72  | 3.       | 6.       | A       | 3:41,94 | 7.      | 7.       |

Női
| Versenyző          | Versenyszám    | Előfutam | Előfutam | Előfutam | Döntő   | Döntő   | Döntő   | Helyezés |
| Versenyző          | Versenyszám    | Idő      | Hely.    | Össz.    | Típus   | Idő     | Hely.   | Helyezés |
| ------------------ | -------------- | -------- | -------- | -------- | ------- | ------- | ------- | -------- |
| Dagmara Komorowicz | 100 m hát      | 1:06,70  | 8.       | 31.      | kiesett | kiesett | kiesett | kiesett  |
| Izabela Burczyk    | 200 m hát      | 2:16,91  | 6.       | 19.      | kiesett | kiesett | kiesett | kiesett  |
| Alicja Pęczak      | 100 m mell     | 1:10,70  | 1.       | 16.      | B       | 1:10,44 | 6.      | 14.      |
| Alicja Pęczak      | 200 m mell     | 2:30,64  | 5.       | 9.*      | B       | 2:30,99 | 5.      | 13.      |
| Alicja Pęczak      | 200 m vegyes   | 2:17,48  | 5.       | 13.*     | B       | 2:18,21 | 7.      | 15.      |
| Anna Uryniuk       | 100 m pillangó | 1:02,39  | 2.       | 21.      | kiesett | kiesett | kiesett | kiesett  |
| Anna Uryniuk       | 200 m pillangó | 2:13,90  | 4.       | 14.      | B       | 2:13,64 | 4.*     | 12.*     |

* - egy másik versenyzővel azonos eredményt ért el

## Vitorlázás
Férfi
| Versenyző                      | Versenyszám     | Futam | Futam | Futam | Futam | Futam | Futam | Futam | Futam    | Futam | Futam | Futam | Pontszám | Helyezés |
| Versenyző                      | Versenyszám     | 1     | 2     | 3     | 4     | 5     | 6     | 7     | 8        | 9     | 10    | 11    | Pontszám | Helyezés |
| ------------------------------ | --------------- | ----- | ----- | ----- | ----- | ----- | ----- | ----- | -------- | ----- | ----- | ----- | -------- | -------- |
| Mirosław Małek                 | Szörfvitorlázás | 8     | 14    | 6     | (47*) | 8     | 7     | 11    | (47 PMS) | 17    |       |       | 71,0     | 11.      |
| Mateusz Kusznierewicz          | Finn dingi      | (10)  | 4     | (20)  | 4     | 9     | 1     | 2     | 1        | 1     | 10    |       | 32,0     |          |
| Marek Chocian Zdzisław Staniul | 470-es osztály  | (37)  | 18    | (22)  | 19    | 17    | 7     | 21    | 13       | 8     | 5     | 17    | 125,0    | 16.      |

Női
| Versenyző            | Versenyszám     | Futam | Futam | Futam | Futam  | Futam | Futam | Futam | Futam | Futam | Futam | Futam | Pontszám | Helyezés |
| Versenyző            | Versenyszám     | 1     | 2     | 3     | 4      | 5     | 6     | 7     | 8     | 9     | 10    | 11    | Pontszám | Helyezés |
| -------------------- | --------------- | ----- | ----- | ----- | ------ | ----- | ----- | ----- | ----- | ----- | ----- | ----- | -------- | -------- |
| Dorota Staszewska    | Szörfvitorlázás | 6     | 4     | 8     | (12)   | (13)  | 3     | 9     | 3     | 5     |       |       | 38,0     | 6.       |
| Weronika Glinkiewicz | Europe          | 11    | 11    | 16    | (29**) | 20    | (24)  | 20    | 13    | 14    | 14    | 19    | 138,0    | 20.      |

* - kizárták

** - nem ért célba

## Vívás
Férfi
| Versenyző                                                             | Versenyszám  | Selejtező                       | 32-es főtábla                 | Nyolcaddöntő                                                                                                   | Negyeddöntő                                                                          | Elődöntő                                                                  | Bronz- mérkőzés                                                                | Döntő                                                                                  | Helyezés |
| Versenyző                                                             | Versenyszám  | Ellenfél Eredmény               | Ellenfél Eredmény             | Ellenfél Eredmény                                                                                              | Ellenfél Eredmény                                                                    | Ellenfél Eredmény                                                         | Ellenfél Eredmény                                                              | Ellenfél Eredmény                                                                      | Helyezés |
| --------------------------------------------------------------------- | ------------ | ------------------------------- | ----------------------------- | --- | ------------------------------------------------------------------------------------ | ------------------------------------------------------------------------- | ------------------------------------------------------------------------------ | -------------------------------------------------------------------------------------- | -------- |
| Ryszard Sobczak                                                       | Tőr, egyéni  | Abd el-Muhszen Ali (KUW) · 15–7 | Marco Arpino (ITA) · 15–14    | Alessandro Puccini (ITA) · 4–15                                                                                | kiesett                                                                              | kiesett                                                                   | kiesett                                                                        | kiesett                                                                                | 15.      |
| Piotr Kiełpikowski                                                    | Tőr, egyéni  | Icsigatani Hiroki (JPN) · 15–13 | Stefano Cerioni (ITA) · 15–7  | Wolfgang Wienand (GER) · 11–15                                                                                 | kiesett                                                                              | kiesett                                                                   | kiesett                                                                        | kiesett                                                                                | 16.      |
| Adam Krzesiński                                                       | Tőr, egyéni  | Nick Bravin (USA) · 15–14       | Elvis Gregory (CUB) · 10–15   | kiesett | kiesett                                                                              | kiesett                                                                   | kiesett                                                                        | kiesett                                                                                | 27.      |
| Rafał Sznajder                                                        | Kard, egyéni | erőnyerő                        | Florin Lupeică (ROU) · 15–11  | Grigorij Kirijenko (RUS) · 15–13                                                                               | Damien Touya (FRA) · 12–15                                                           | kiesett                                                                   | kiesett                                                                        | kiesett                                                                                | 7.       |
| Norbert Jaskot                                                        | Kard, egyéni | erőnyerő                        | Frank Bleckmann (GER) · 15–10 | Navarrete József (HUN) · 8–15                                                                                  | kiesett                                                                              | kiesett                                                                   | kiesett                                                                        | kiesett                                                                                | 14.      |
| Janusz Olech                                                          | Kard, egyéni | Bruno Cornet (PAR) · 15–2       | Franck Ducheix (FRA) · 11–15  | kiesett | kiesett                                                                              | kiesett                                                                   | kiesett                                                                        | kiesett                                                                                | 22.      |
| Adam Krzesiński Piotr Kiełpikowski Ryszard Sobczak Jarosław Rodzewicz | Tőr, csapat  |                                 |                               | Venezuela (VEN) · Alfredo Pérez · Carlos Rodríguez · Rafael Suárez · 45–27                                     | Németország (GER) · Alexander Koch · Uwe Römer · Wolfgang Wienand · 45–44            | Ausztria (AUT) · Joachim Wendt · Marco Falchetto · Michael Ludwig · 45–38 |                                                                                | Oroszország (RUS) · Dmitrij Sevcsenko · İlqar Məmmədov · Vlagyiszlav Pavlovics · 40–45 |          |
| Janusz Olech Norbert Jaskot Rafał Sznajder                            | Kard, csapat |                                 |                               | Dél-Korea (KOR) · I Hjogun (Lee Hyo-geun) · Szo Szongdzsun (Seo Seong-jun) · Ju Szangdzsu (Yu Sang-ju) · 45–24 | Franciaország (FRA) · Damien Touya · Franck Ducheix · Jean-Philippe Daurelle · 45–42 | Magyarország (HUN) · Szabó Bence · Köves Csaba · Navarrete József · 33–45 | Olaszország (ITA) · Luigi Tarantino · Raffaelo Caserta · Tonhi Terenzi · 37–45 |                                                                                        | 4.       |

Női
| Versenyző                                              | Versenyszám       | Selejtező                   | 32-es főtábla                     | Nyolcaddöntő                                                                     | Negyeddöntő                                                                         | Elődöntő                                                                                               | Bronz- mérkőzés                                                           | Döntő             | Helyezés |
| Versenyző                                              | Versenyszám       | Ellenfél Eredmény           | Ellenfél Eredmény                 | Ellenfél Eredmény                                                                | Ellenfél Eredmény                                                                   | Ellenfél Eredmény                                                                                      | Ellenfél Eredmény                                                         | Ellenfél Eredmény | Helyezés |
| ------------------------------------------------------ | ----------------- | --------------------------- | --------------------------------- | -------------------------------------------------------------------------------- | ----------------------------------------------------------------------------------- | --- | ------------------------------------------------------------------------- | ----------------- | -------- |
| Anna Rybicka                                           | Tőr, egyéni       | erőnyerő                    | Mohamed Aida (HUN) · 8–15         | kiesett                                                                          | kiesett                                                                             | kiesett                                                                                                | kiesett                                                                   | kiesett           | 22.      |
| Barbara Wolnicka-Szewczyk                              | Tőr, egyéni       | Dolores Pampin (ARG) · 15–8 | Jánosi Zsuzsa (HUN) · 11–15       | kiesett                                                                          | kiesett                                                                             | kiesett                                                                                                | kiesett                                                                   | kiesett           | 25.      |
| Katarzyna Felusiak                                     | Tőr, egyéni       | Henda Zaouali (TUN) · 15–9  | Monika Weber-Koszto (GER) · 14–15 | kiesett                                                                          | kiesett                                                                             | kiesett                                                                                                | kiesett                                                                   | kiesett           | 28.      |
| Joanna Jakimiuk                                        | Párbajtőr, egyéni | Henda Zaouali (TUN) · 15–7  | Viktorija Tyitova (UKR) · 4–15    | kiesett                                                                          | kiesett                                                                             | kiesett                                                                                                | kiesett                                                                   | kiesett           | 21.      |
| Anna Rybicka Barbara Wolnicka-Szewczyk Joanna Jakimiuk | Tőr, csapat       |                             |                                   | Egyesült Államok (USA) · Ann Marsh · Felicia Zimmermann · Suzanne Paxton · 45–44 | Németország (GER) · Anja Fichtel-Mauritz · Monika Weber-Koszto · Sabine Bau · 35–45 | Az 5–8. helyért · Oroszország (RUS) · Olga Sarkova-Szidorova · Olga Velicsko · Szvetlana Bojko · 44–45 | A 7. helyért · Kína (CHN) · Liang Jun · Wang Huifeng · Xiao Aihua · 32–45 |                   | 8.       |